# Château de San Pio delle Camere
Le château de San Pio delle Camere est un château situé dans la ville de San Pio delle Camere, province de L'Aquila, dans les Abruzzes.